# Miłobędzyn
Miłobędzyn – wieś w Polsce położona w województwie mazowieckim, w powiecie sierpeckim, w gminie Sierpc. Ma status sołectwa. Nazwa wsi pochodzi od staropolskiego imienia męskiego Miłobąd.
Prywatna wieś szlachecka Miłobędzino położona była w drugiej połowie XVI wieku w powiecie sierpeckim województwa płockiego. W latach 1975–1998 miejscowość administracyjnie należała do województwa płockiego.